# Barak (nome)
Barak è un nome proprio di persona ebraico maschile e un nome proprio di persona arabo maschile.

## Origine e diffusione
Esistono due nomi omografi scritti Barak.
Il primo è un nome ebraico, di tradizione biblica, portato nel Libro dei Giudici da Barac, un comandante dell'esercito ebraico. In alfabeto ebraico è scritto בָּרָק, e il significato è "lampo", "fulmine", lo stesso del nome turco Burak.
Il secondo è un nome arabo, trascritto anche come Barack, basato sul termine باراك (barak), che significa "benedizione". Ha una variante, بركات (Barakat), che si basa invece sul plurale del termine (quindi "benedizioni"). Per significato, è accostabile ai nomi Blessing, Baruch e Benedetto.

## Onomastico
Non esistono santi che portano questo nome, che quindi è adespota. L'onomastico può essere festeggiato in occasione di Ognissanti, il 1º novembre.

## Persone
- Barak Levi, calciatore israeliano

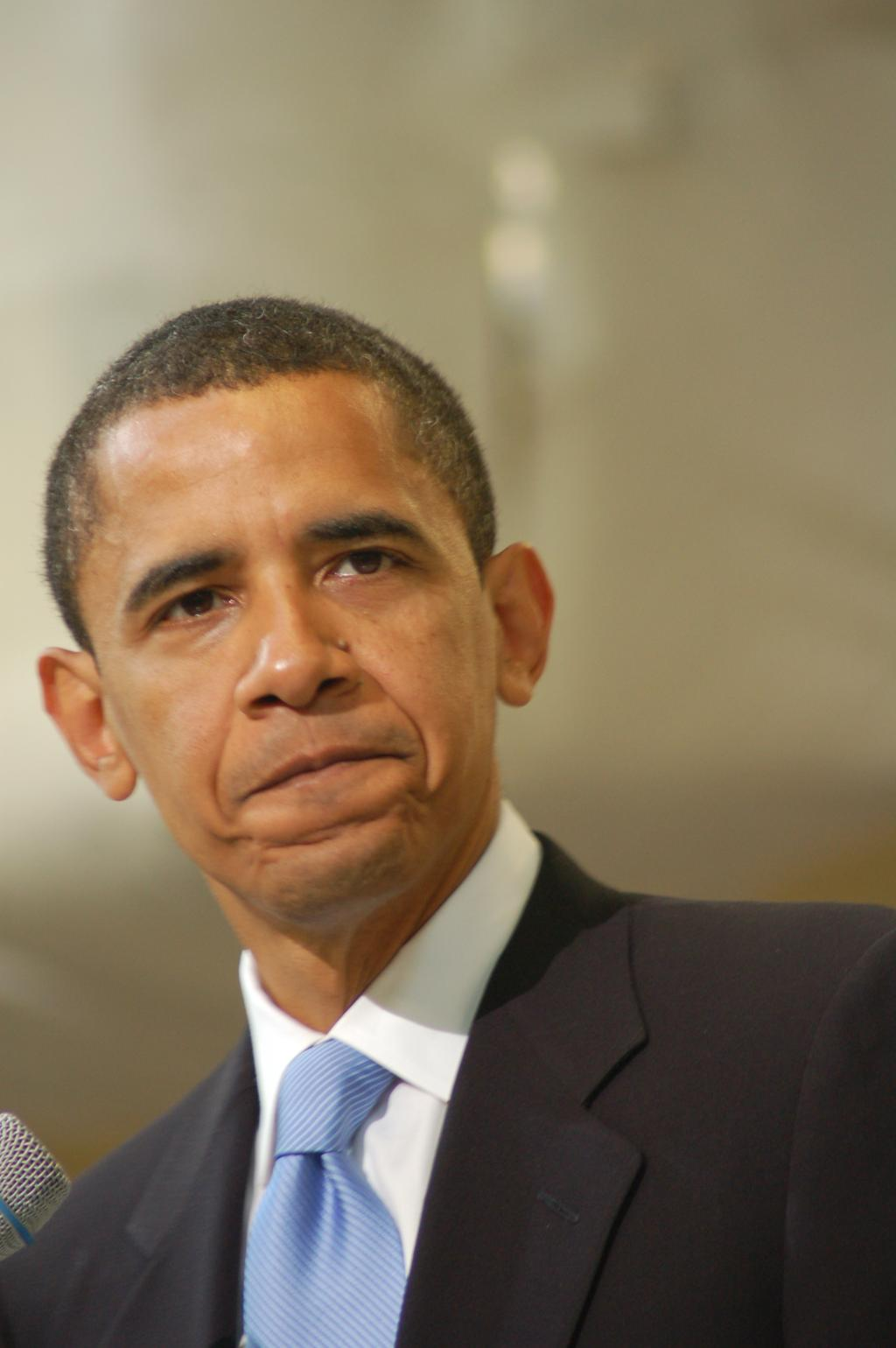
Barack Obama

- Barak Peleg, allenatore di pallacanestro e cestista israeliano

### Variante Barack
- Barack Adama, rapper francese
- Barack Obama, politico statunitense
- Barack Obama, Sr., economista keniota